# De Palen (molen)
De Palen is een molen van het voormalige waterschap De Palen ten zuiden van Westerwijtwerd in de buurtschap De Palen in de provincie Groningen.
In de relatief laaggelegen streek rond Westerwijtwerd hebben in het verleden vele molens gestaan voor de polderbemaling. De Palen is de enig overgebleven poldermolen in dit gebied. De molen werd in 1876 gebouwd, maar moest zes jaar later alweer wijken voor de aanleg van de spoorlijn van de stad Groningen naar Delfzijl. De molen werd hierbij enkele honderden meters naar het noorden verplaatst. Nadat halverwege de twintigste eeuw de vijzel elektrisch werd aangedreven kwam de molen er steeds slechter bij te staan. Nadat het (voormalige) waterschap Hunsingo de molen had overgedragen aan de Molenstichting Hunsingo en Omstreken, werd de molen geheel gerestaureerd in de jaren 1991 en 1992. Momenteel maalt de molen regelmatig op vrijwillige basis. De wieken zijn voorzien van het zelfzwichtingssysteem, de huidige eigenaar is Stichting De Groninger Poldermolens.